# Campionati del mondo Ironman 70.3

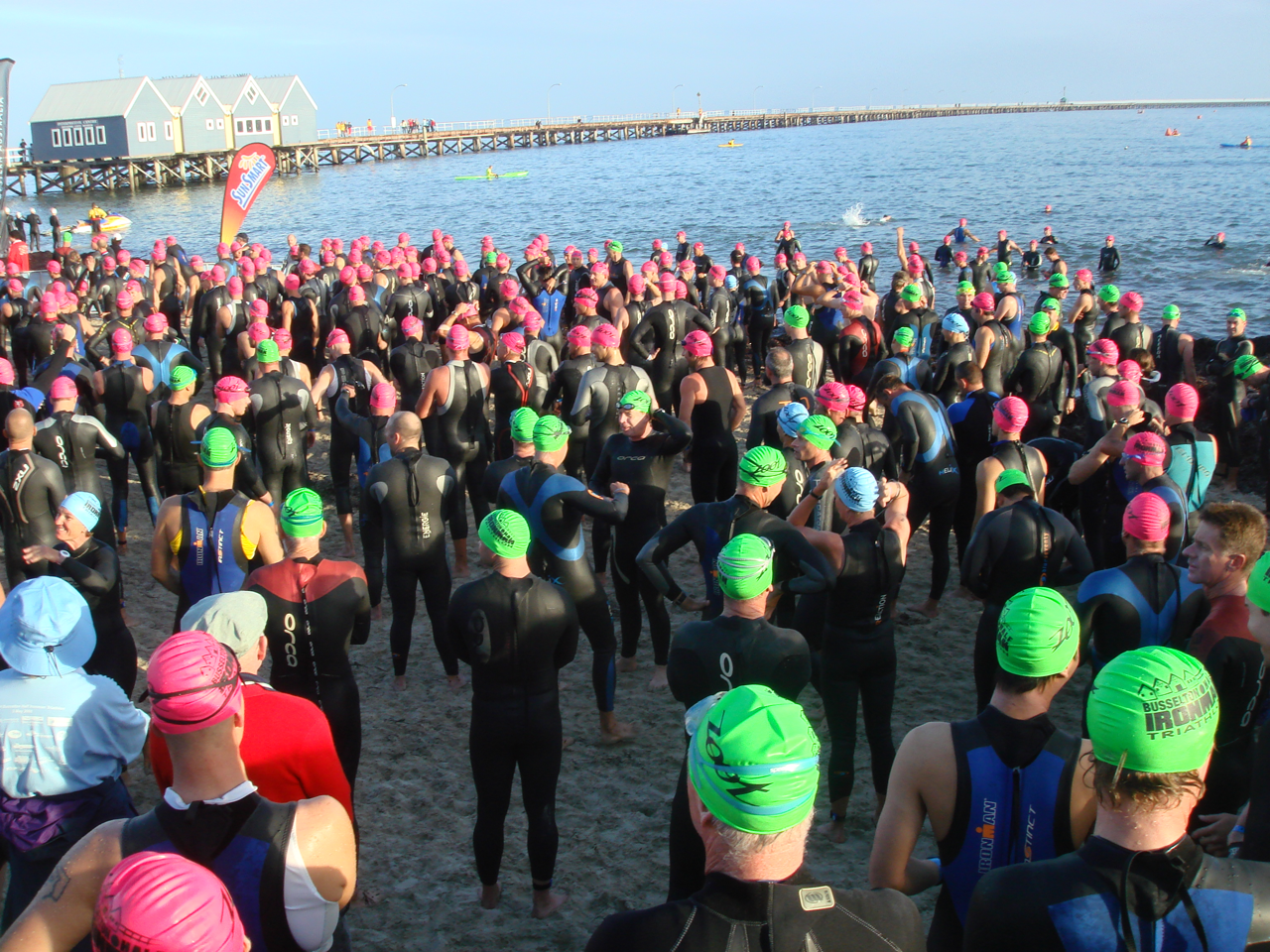
Ironman 70.3 Busselton

I campionati del mondo Ironman 70.3 si tengono tra il mese di settembre e quello di novembre, dal 2006.

## Albo d'oro

### Uomini
| Edizione | Anno | Oro                  | Argento           | Bronzo            |
| -------- | ---- | -------------------- | ----------------- | ----------------- |
| I        | 2006 | Craig Alexander      | Simon Lessing     | Richie Cunningham |
| II       | 2007 | Andy Potts           | Oscar Galíndez    | Andrew Johns      |
| III      | 2008 | Terenzo Bozzone      | Andreas Raelert   | Richie Cunningham |
| IV       | 2009 | Michael Raelert      | Daniel Fontana    | Matthew Reed      |
| V        | 2010 | Michael Raelert (2)  | Filip Ospalý      | Timothy O'Donnell |
| VI       | 2011 | Craig Alexander (2)  | Chris Lieto       | Jeff Symonds      |
| VII      | 2012 | Sebastian Kienle     | Craig Alexander   | Bevan Docherty    |
| VIII     | 2013 | Sebastian Kienle (2) | Terenzo Bozzone   | Joe Gambles       |
| IX       | 2014 | Javier Gómez         | Jan Frodeno       | Tim Don           |
| X        | 2015 | Jan Frodeno          | Sebastian Kienle  | Javier Gómez      |
| XI       | 2016 | Timothy Reed         | Sebastian Kienle  | Ruedi Wild        |
| XII      | 2017 | Javier Gómez (2)     | Ben Kanute        | Tim Don           |
| XIII     | 2018 | Jan Frodeno (2)      | Alistair Brownlee | Javier Gómez      |
| XIV      | 2019 | Gustav Iden          | Alistair Brownlee | Rodolphe Von Berg |
| XV       | 2021 | Gustav Iden          | Sam Long          | Daniel Baekkegard |

### Donne

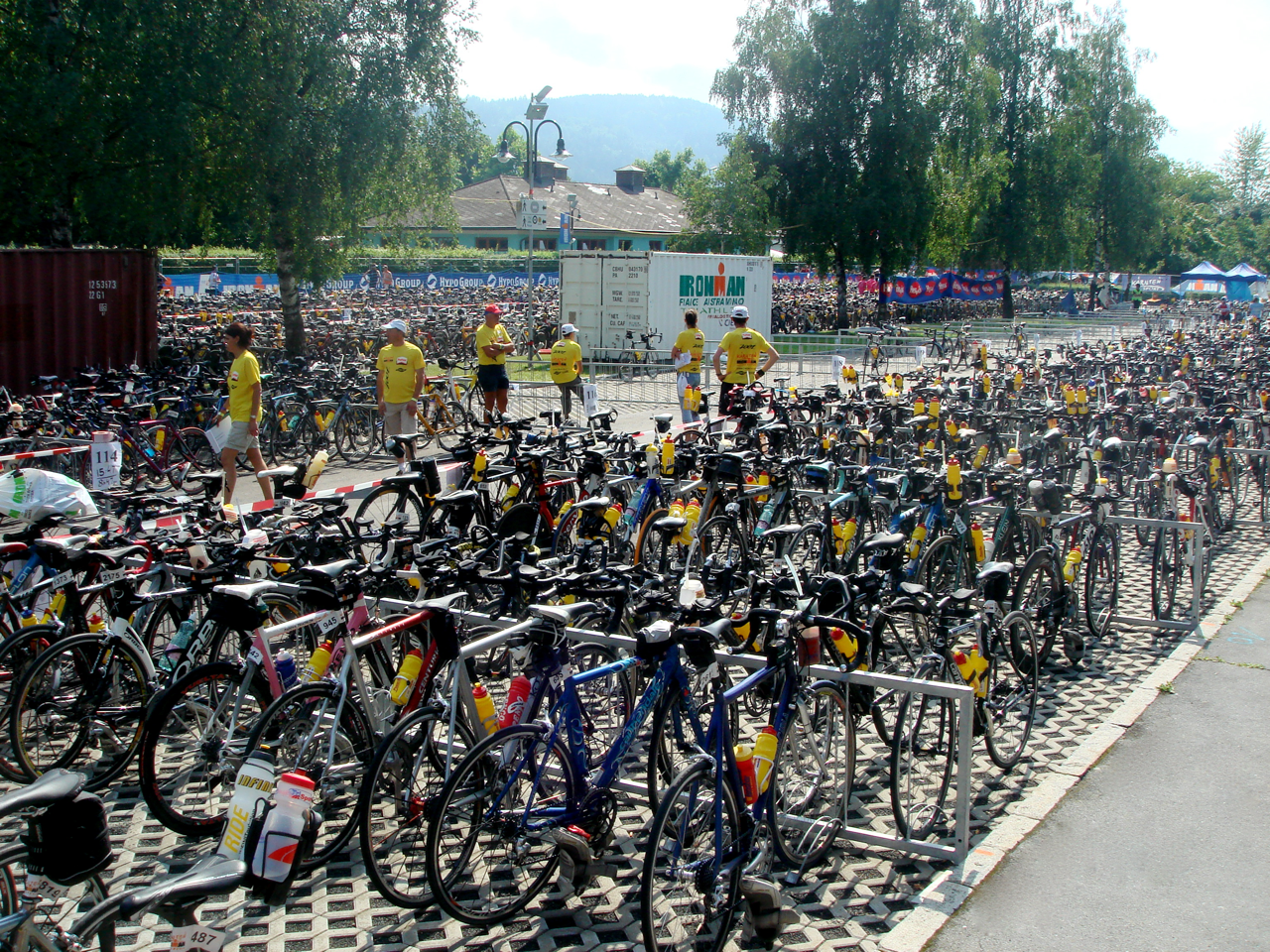
Area di transizione

| Edizione | Anno | Oro                  | Argento            | Bronzo          |
| -------- | ---- | -------------------- | ------------------ | --------------- |
| I        | 2006 | Samantha McGlone     | Lisa Bentley       | Mirinda Carfrae |
| II       | 2007 | Mirinda Carfrae      | Samantha McGlone   | Leanda Cave     |
| III      | 2008 | Joanna Zeiger        | Mary Beth Ellis    | Becky Lavelle   |
| IV       | 2009 | Julie Dibens         | Mary Beth Ellis    | Magali Tisseyre |
| V        | 2010 | Jodie Swallow        | Leanda Cave        | Magali Tisseyre |
| VI       | 2011 | Melissa Rollison     | Karin Thürig       | Linsey Corbin   |
| VII      | 2012 | Leanda Cave          | Kelly Williamson   | Heather Jackson |
| VIII     | 2013 | Melissa Hauschildt   | Heather Jackson    | Annabel Luxford |
| IX       | 2014 | Daniela Ryf          | Jodie Swallow      | Heather Wurtele |
| X        | 2015 | Daniela Ryf (2)      | Heather Wurtele    | Anja Beranek    |
| XI       | 2016 | Holly Lawrence       | Melissa Hauschildt | Heather Wurtele |
| XII      | 2017 | Daniela Ryf (3)      | Emma Pallant       | Laura Philipp   |
| XIII     | 2018 | Daniela Ryf (4)      | Lucy Charles       | Anne Haug       |
| XIV      | 2019 | Daniela Ryf (5)      | Holly Lawrence     | Imogen Simmonds |
| XV       | 2021 | Lucy Charles-Barclay | Jeanni Metzler     | Taylor Knibb    |

## Medagliere
| Pos. | Paese         | Oro | Argento | Bronzo |    |
| ---- | ------------- | --- | ------- | ------ | -- |
| 1    | Germania      | 6   | 4       | 3      | 13 |
| 2    | Regno Unito   | 5   | 8       | 4      | 17 |
| 3    | Australia     | 5   | 2       | 4      | 11 |
| 4    | Svizzera      | 5   | 1       | 2      | 8  |
| 5    | Stati Uniti   | 3   | 7       | 8      | 18 |
| 6    | Spagna        | 2   | 0       | 2      | 4  |
| 7    | Norvegia      | 2   | 0       | 0      | 2  |
| 8    | Canada        | 1   | 3       | 5      | 9  |
| 9    | Nuova Zelanda | 1   | 1       | 1      | 3  |
| 10   | Italia        | 0   | 1       | 0      | 1  |
| 10   | Sudafrica     | 0   | 1       | 0      | 1  |
| 10   | Argentina     | 0   | 1       | 0      | 1  |
| 10   | Rep. Ceca     | 0   | 1       | 0      | 1  |
| 11   | Danimarca     | 0   | 0       | 1      | 1  |